# Intertestualità
Nella teoria letteraria l'intertestualità sono le relazioni che legano un testo ad altri.

## Natura dei legami intertestuali
A partire da un singolo testo, è normale che un secondo ne riprenda alcune caratteristiche, dando così origine a un plagio, un'allusione, una parodia oppure a una vera e propria riscrittura di opere altrui, intesa come processo creativo. È infatti impossibile che un testo venga redatto totalmente a prescindere da tutto ciò che è stato scritto prima. Un insieme di rapporti più o meno visibili collega infatti tutti i testi scritti in un'unica rete. Questa va ben oltre le semplici somiglianze e consuetudini che accomunano gli stessi testi di un genere letterario.
Il concetto è stato introdotto negli anni sessanta dalla studiosa Julia Kristeva, la quale parla di una vera e propria interazione tra i testi. Non potendo costituire un'unità completamente autonoma, un testo citerebbe e rielaborerebbe di continuo i tratti di diversi altri testi, dando vita a una sorta di mosaico. Il rapporto tra due testi si sovrappone quindi a quello intersoggettivo tra gli autori. 
Secondo successivi studi di Roland Barthes, l'importanza dei legami intertestuali e del ruolo del lettore metterebbe in crisi il ruolo e l'importanza dell'autore.
Naturalmente, il termine “testo” fa riferimento al senso più ampio della parola, così come viene utilizzato nell'ambito della semiotica o delle teorie della cultura; non è relativo dunque soltanto al testo letterario.

## Una classificazione
Esistono diverse classificazioni per spiegare i diversi tipi d'intertestualità. Gérard Genette, nell'introduzione a "Palinsesti. La letteratura al secondo grado" utilizza il termine transtestualità e lo propone come la possibilità di trascendenza testuale del testo, “ciò che lo mette in relazione, manifesta o segreta, con altri testi”. Questa transtestualità può avere differenti forme:
- Intertestualità, presenza effettiva di un testo in un altro (citazione, plagio, allusione, parodia).
- Metatestualità, rapporto critico o riflessivo che un testo ha con un altro.
- Architestualità, rapporto tra testi che possiedono caratteristiche generali comuni (generi letterari, sottogeneri, ecc).
- Paratestualità, rapporto d'un testo con altri della propria periferia testuali o grafici di contorno (titoli, opinioni di altri autori, colore della copertina, ecc).
- Ipertestualità, rapporto che inserisce un testo (ipotesto) in un altro (ipertesto), ma non a modo di commento, per poter essere funzionale all'ipotesto (citazioni nei saggi, ecc).

## Intertestualità e cinema
Il cinema per quanto concerne la parte testuale (copione) è collegato all'intertestualità. In questo modo si può pensare il cinema di genere come un arcitesto, considerare gli scritti di Ėjzenštejn sui suoi film come paratesti, o riconoscere l'ipertestualità dell'Odissea ne Il disprezzo di Jean Luc Godard. 
Molto interessante nel cinema è la presenza dell'intertestualità nel caso della citazione o parodia. Nella citazione è paradigmatico il re-make fatto da Gus Van Sant del film Psyco di Alfred Hitchcock. Gli innumerevoli riferimenti di Brian de Palma a questo stesso regista, anche se non segnalati, hanno carattere citazionale, manifestato dall'autore in tante occasioni. 
Jurij Lotman, in La semiosfera vol I, scrive che una delle funzioni del testo è generare nuovi significati e che questo accade quando c'è coscienza della presenza di un testo in un altro testo. Questo intensifica il carattere ludico nel testo. È il caso della parodia, ovvero imitazione di uno stile, rielaborazione di un testo, che in tanti casi realizzata in modo ironico o con intento satirico. La parodia implica necessariamente la conoscenza da parte dello spettatore del testo originale. Il cinema di Mel Brooks o la saga di Scary Movie costituiscono esempi di parodia.